# Ronde van Italië 1998
| Eindklassement       |                              |              |
| Algemeen klassement  | Marco Pantani                | 98h 48' 32"  |
| Tweede               | Pavel Tonkov                 | + 1' 33"     |
| Derde                | Giuseppe Guerini             | + 6' 51"     |
| Vierde               | Oscar Camenzind              | + 12' 16"    |
| Vijfde               | Daniel Clavero               | + 18' 04"    |
| Zesde                | Gianni Faresin               | + 18' 31"    |
| Zevende              | Paolo Bettini                | + 21' 03"    |
| Achtste              | Daniele De Paoli             | + 21' 35"    |
| Negende              | Paolo Savoldelli             | + 25' 54"    |
| Tiende               | Serhij Hontsjar              | + 25' 58"    |
| Rode Lantaarn        | Marco-Antonio Di Renzo (94e) | + 3h 14' 08" |
| Puntenklassement     | Mariano Piccoli              | 194 punten   |
| Tweede               | Marco Pantani                | 158 punten   |
| Derde                | Gian Matteo Fagnini          | 156 punten   |
| Bergklassement       | Marco Pantani                | 89 punten    |
| Tweede               | Chepe González               | 62 punten    |
| Derde                | Pavel Tonkov                 | 49 punten    |
| Intergiro klassement | Gian Matteo Fagnini          | 62h 32' 12"  |
| Tweede               | Mariano Piccoli              | + 0' 55"     |
| Derde                | Nicola Loda                  | + 2' 29"     |
| Ploegenklassement    | Mapei                        | 296h 17' 54" |
| Tweede               | Mercatone Uno                | + 17' 11"    |
| Derde                | Saeco                        | + 50' 22"    |

In 1998 ging de 81e Giro d'Italia op 16 mei van start in Nice. Hij eindigde op 7 juni in Milaan. Er stonden 162 renners verdeeld over 18 ploegen aan de start. Hij werd gewonnen door Marco Pantani.
Aantal ritten: 22

Totale afstand: 3811.0 km

Gemiddelde snelheid: 38.569 km/h

Aantal deelnemers: 162

## Belgische en Nederlandse prestaties
In totaal namen er 2 Belgen en 2 Nederlanders deel aan de Giro van 1998.

### Belgische etappezeges
- In 1998 was er geen Belgische etappezege

### Nederlandse etappezeges
- In 1998 was er geen Nederlandse etappezege

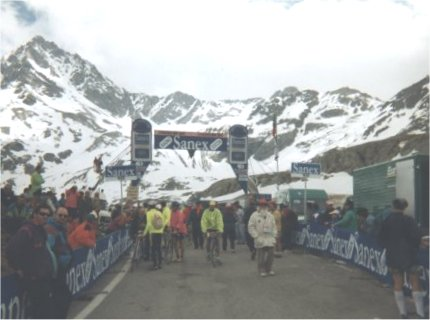
De passage over de Gavia

## Etappe-uitslagen
| Datum  | Etappe    | Parcours                             | Afstand | Eerste                   | Tweede                  | Derde                      | Klassementsleider     |
| ------ | --------- | ------------------------------------ | ------- | ------------------------ | ----------------------- | -------------------------- | --------------------- |
| 16 mei | proloog   | Nice                                 | 7 km    | Alex Zülle (Zwi)         | Serhij Hontsjar (Oek)   | Artūras Kasputis (Lit)     | Alex Zülle (Zwi)      |
| 17 mei | etappe 1  | Nice - Cuneo                         | 162 km  | Mariano Piccoli (Ita)    | Michele Bartoli (Ita)   | Fabrizio Guidi (Ita)       | Alex Zülle (Zwi)      |
| 18 mei | etappe 2  | Alba - Imperia                       | 160 km  | Ángel Edo (Spa)          | Mariano Piccoli (Ita)   | Nicola Loda (Ita)          | Alex Zülle (Zwi)      |
| 19 mei | etappe 3  | Rapallo - Forte dei Marmi            | 196 km  | Nicola Minali (Ita)      | Massimo Strazzer (Ita)  | Francesco Arazzi (Ita)     | Serhij Hontsjar (Oek) |
| 20 mei | etappe 4  | Viareggio - Monte Argentario         | 239 km  | Nicola Miceli (Ita)      | Michele Bartoli (Ita)   | Mariano Piccoli (Ita)      | Serhij Hontsjar (Oek) |
| 21 mei | etappe 5  | Orbetello - Frascati                 | 206 km  | Mario Cipollini (Ita)    | Silvio Martinello (Ita) | Sergej Smetanin (Rus)      | Michele Bartoli (Ita) |
| 22 mei | etappe 6  | Maddaloni - Lago di Laceno           | 160 km  | Alex Zülle (Zwi)         | Michele Bartoli (Ita)   | Luc Leblanc (Fra)          | Alex Zülle (Zwi)      |
| 23 mei | etappe 7  | Montella - Matera                    | 235 km  | Mario Cipollini (Ita)    | Fabio Baldato (Ita)     | Ángel Edo (Spa)            | Alex Zülle (Zwi)      |
| 24 mei | etappe 8  | Matera - Lecce                       | 191 km  | Mario Cipollini (Ita)    | Silvio Martinello (Ita) | Endrio Leoni (Ita)         | Alex Zülle (Zwi)      |
| 25 mei | etappe 9  | Foggia - Vasto                       | 169 km  | Glenn Magnusson (Zwe)    | Silvio Martinello (Ita) | Mario Cipollini (Ita)      | Alex Zülle (Zwi)      |
| 26 mei | etappe 10 | Vasto - Macerata                     | 212 km  | Mario Cipollini (Ita)    | Silvio Martinello (Ita) | Endrio Leoni (Ita)         | Alex Zülle (Zwi)      |
| 27 mei | etappe 11 | Macerata - San Marino                | 214 km  | Andrea Noè (Ita)         | Marco Pantani (Ita)     | Pavel Tonkov (Rus)         | Alex Zülle (Zwi)      |
| 28 mei | etappe 12 | San Marino - Carpi                   | 202 km  | Laurent Roux (Fra)       | Sergej Smetanin (Rus)   | Germano Pierdomenico (Ita) | Laurent Roux (Fra)    |
| 29 mei | etappe 13 | Carpi - Schio                        | 166 km  | Michele Bartoli (Ita)    | Giuseppe Guerini (Ita)  | Paolo Bettini (Ita)        | Andrea Noè (Ita)      |
| 30 mei | etappe 14 | Schio - Piancavallo                  | 165 km  | Marco Pantani (Ita)      | Pavel Tonkov (Rus)      | Alex Zülle (Zwi)           | Alex Zülle (Zwi)      |
| 31 mei | etappe 15 | Triëst - Triëst (tijdrit)            | 40 km   | Alex Zülle (Zwi)         | Serhij Hontsjar (Oek)   | Pavel Tonkov (Rus)         | Alex Zülle (Zwi)      |
| 1 juni | etappe 16 | Udine - Asiago                       | 236 km  | Fabiano Fontanelli (Ita) | Paolo Bettini (Ita)     | Mario Scirea (Ita)         | Alex Zülle (Zwi)      |
| 2 juni | etappe 17 | Asiago - Wölkenstein/Selva           | 215 km  | Giuseppe Guerini (Ita)   | Marco Pantani (Ita)     | José Jaime González (Col)  | Marco Pantani (Ita)   |
| 3 juni | etappe 18 | Wölkenstein/Selva - Alpe di Pampeago | 115 km  | Pavel Tonkov (Rus)       | Marco Pantani (Ita)     | Nicola Miceli (Ita)        | Marco Pantani (Ita)   |
| 4 juni | etappe 19 | Cavalese - Plan di Montecampione     | 243 km  | Marco Pantani (Ita)      | Pavel Tonkov (Rus)      | Giuseppe Guerini (Ita)     | Marco Pantani (Ita)   |
| 5 juni | etappe 20 | Boario Terme - Mendrisio             | 143 km  | GianMatteo Fagnini (Ita) | Mariano Piccoli (Ita)   | Wladimir Belli (Ita)       | Marco Pantani (Ita)   |
| 6 juni | etappe 21 | Mendrisio - Lugano (tijdrit)         | 34 km   | Serhij Hontsjar (Oek)    | Massimo Podenzana (Ita) | Marco Pantani (Ita)        | Marco Pantani (Ita)   |
| 7 juni | etappe 22 | Lugano - Milaan                      | 101 km  | GianMatteo Fagnini (Ita) | Massimo Strazzer (Ita)  | Zbigniew Spruch (Pol)      | Marco Pantani (Ita)   |